# San Miguel (station)
San Miguel är en tunnelbanestation i tunnelbanesystemet Metro de Santiago i Santiago i Chile. Nästföljande station i riktning mot Vespucio Norte är El Llano och i riktning mot La Cisterna är Lo Vial.